# Hotel Jalta
Hotel Jalta (oficiálně Jalta Boutique Hotel) je budova v horní části Václavského náměstí v Praze. Byla vystavěna roku 1958 ve stylu tzv. socialistického realismu a je kulturní památkou České republiky. Hotel je nazýván Jalta Boutique Hotel. Vlastníkem je společnost Flow East, která ho nabízí jako pětihvězdičkový, s 94 pokoji. Původním vlastníkem za socialismu byla cestovní kancelář Čedok.
V baru hotelu se na konci 60. let točil populární film Světáci.

## Historie
Stavební parcelu po vybombardované budově čp. 818/II na Václavském náměstí 45 získal po únoru 1948 do svého majetku Jednotný svaz českých zemědělců, který ji vložil jako svůj podíl do akciové společnosti „Brázda”, vydavatelství a nakladatelství Jednotného svazu českých zemědělců (na čp. 47) a počítal zde s výstavbou nové administrativní budovy JSČZ, Zemědělských novin a nakladatelství Brázda. Se stavbou nebylo až do zrušení JSČZ v roce 1952 započato a svaz využíval prostor stavební proluky pro různé výstavy.
Od 1. ledna 1953 zaniklo také nakladatelství Brázda, které se stalo majetkem ministerstva zemědělství a následně bylo přejmenováno na „Státní zemědělské nakladatelství, národní podnik”. Stavební parcela čp. 45 se tak dostala s majetkem nakladatelství Brázda a JSČZ do vlastnictví ministerstva zemědělství. V roce 1955 byl z majetku Státního zemědělského nakladatelství vyčleněn další bývalý podílník „Brázda”, tiskové, vydavatelské a nakladatelské podniky českých zemědělců s. r. o. (Zemědělské noviny), od r. 1958 novinářské závody MÍR, národní podnik..
Až do sametové revoluce a následného růstu cen způsobeného turismem sloužil hotel spolu s hotely Axou a Družbou mj. potřebám ubytovávání mimopražských poslanců československého Federálního shromáždění, sídlícího nedaleko v dnešní Nové budově Národního muzea.

## Stavba

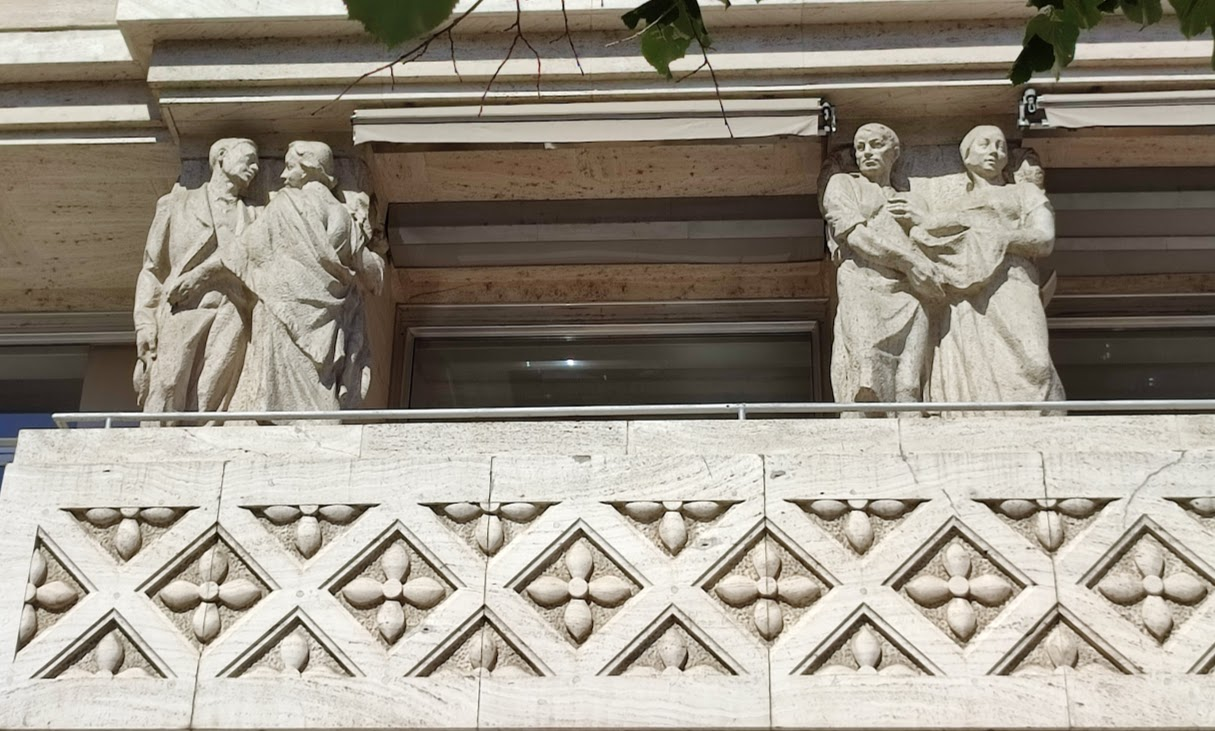
Sousoší Setkání 1 a Chléb v lodžii

Na stavební parcele bylo v roce 1956 započato se stavbou Hotelu Jalta. Budova byla dokončena roku 1958, hotel slavnostně otevřel 1. června toho roku. Architektem stavby byl Antonín Tenzer. Stavba měla osobní podporu prezidenta republiky Antonína Zápotockého, takže architekt nemusel využít žádných typizovaných prvků a všechny detaily, včetně interiérových, byly tvořeny na míru. Zápotocký, jako vyučený kameník, se osobně podílel i na výběru kamenů pro obložení – vybral mramor a travertin. 

## Sochy

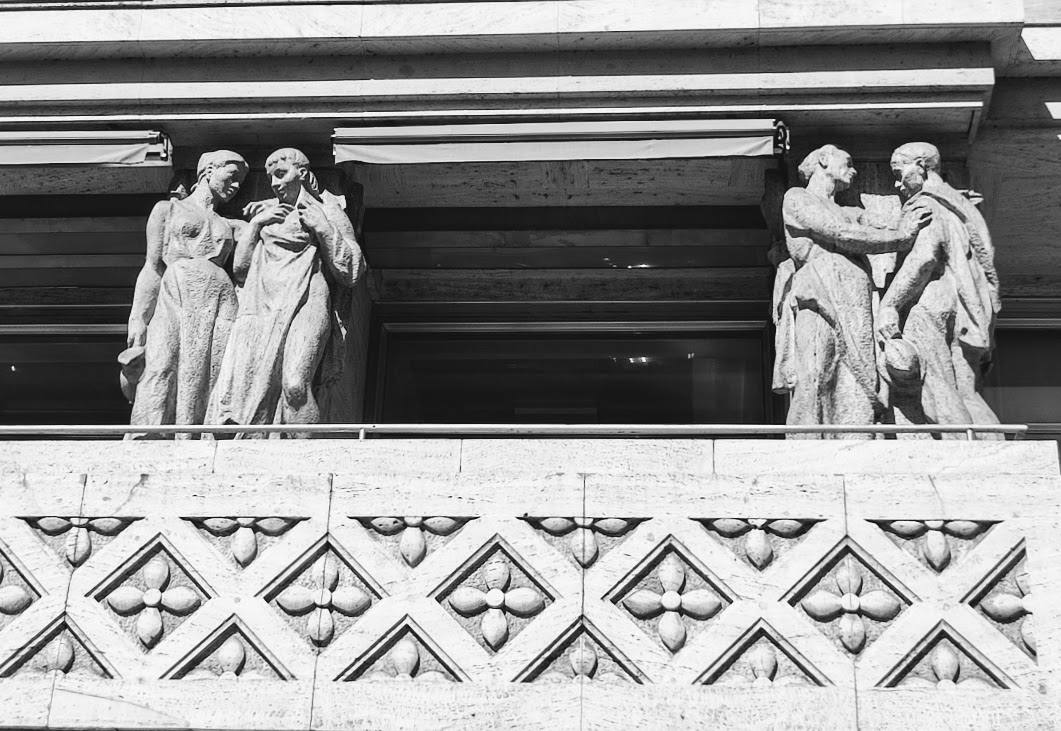
Sousoší Voda a Setkání 2 v lodžii

Sochařskou dekoraci na pilířích lodžie v prvním patře tvoří čtyři dvojice kamenných soch z travertinu, symbolizují Pohostinnost či Pohostinství, ztvárněné monumentálními sochami s tvářemi, oděvem i gesty typickými pro socialistický realismus. Zleva: 1) Žena vítá muže s neidentifikovatelným předmětem v pravici; 2) Muž a žena nesou v ubrousku bochník chleba; 3) Setkání dvou žen, ta vlevo má šátek uvázaný jako družstevnice a v pravici nese džbán, druhá je (pravděpodobně po koupeli) nahá a zakrývá si zepředu tělo drapérií; 4) Dva muži se vítají, jeden je zpola svlečený a má dělnickou zástěru, druhý oblečený smekl klobouk. Sochy navrhl Jan Jiříkovský a provedl je akademický sochař Jaroslav Ducháček. V interiéru je téměř sedm metrů dlouhý keramický reliéf a schodiště z červeného dubu, jejichž autorem je Václav Markup. Dřevěný reliéf do recepčních prostor vytvořil akad. soch. Jindřich Wielgus (sousoší Dary země). Skleněné dekorace interiéru tvořili Stanislav Libenský a Jaroslava Brychtová. Textilie a koberce navrhli prof. Antonín Kybal a Věra Drnková-Zářecká. Architekt Atonín Tenzer prosadil nejen reprezentativní podobu, ale podařilo se mu přizvat a prosadit ke spolupráci umělce a vytvořit tak stavbu pojatou jako Gesamtkunstwerk. Stavba patřila ve své době k nejdražším hotelům v Československu, stála 40 milionů korun.

### Po roce 1989
Po kuponové privatizaci získala hotel banka Nomura Bank a cestovní kancelář Miki Travel. Od roku 2003 je hotel ve vlastnictví společnosti Flow East, která koupila i další objekty z majetku bývalého ministerstva zemědělství ČSR, například vedlejší Dům U Turků. V letech 2007 a 2013 zde došlo k rekonstrukci.

## Protiatomový kryt
Raritou je protiatomový kryt ve druhém suterénu, který mohl pojmout 150 osob. Kryt má tři metry silné betonové zdi plněné olovem, které mělo zabránit průniku radioaktivního záření. V krytu byla i tajná nemocnice, podzemní nádrž na vodu a odposlouchávací zařízení tajné služby do všech pokojů hotelu. O existenci krytu se veřejnost dozvěděla až v roce 1990. Od roku 2013 je v něm Muzeum studené války.